# 웃다가 사망
웃다가 사망(Death from laughter)은 매우 드문 형태의 사망으로, 일반적으로 웃음으로 인한 심장 마비나 질식으로 인해 발생한다. 흔하지는 않지만, 고대 그리스 시대부터 현대까지 웃음으로 인한 죽음이 기록되었다.
일반적으로 "웃겨 죽겠다"(dying from laughter)라는 표현은 과장법으로 사용된다.

## 병리생리학
웃음은 일반적으로 무해하다. 그러나 양성 웃음에서 벗어나는 여러 병리로 인해 사망이 발생할 수 있다. 뇌의 교뇌와 연수에 대한 경색은 가성연수 영향을 유발할 수 있다. 웃음으로 인한 질식은 산소 부족으로 인해 신체의 기능을 정지시킨다.
웃음은 무력증과 허탈("노령성 실신")을 유발할 수 있으며, 이는 다시 트라우마를 유발할 수 있다. 겔성 발작은 시상하부의 국소 병변으로 인해 발생할 수 있다. 병변의 크기에 따라 정서적 불안정은 급성 상태의 징후일 수 있으며 그 자체가 사망의 원인은 아닐 수 있다. 겔성 실신은 소뇌와도 연관되어 있다.

## 같이 보기
- 쿠루병
- 아산화 질소